# António Joaquim Freire
António Joaquim Freire (Espinhal, 20 de julho de 1877 – Lisboa, 2 de março de 1958) foi um médico, escritor, jornalista e espírita português.

## Biografia
Joaquim Freire formou-se em Medicina pela Universidade de Coimbra em julho de 1904. Especializou-se em Medicina Sanitária na mesma instituição. Em 1906 fixou-se em Penela, exercendo os cargos de Médico Municipal e de subdelegado de Saúde.
Em Fevereiro de 1911 participou, em Lisboa, do Congresso dos Médicos Municipais, organizado pela Associação dos Médicos Portugueses, tendo se destacado pela eloquência das suas intervenções. Em maio do mesmo ano foi detido e colocado, incomunicável, na Penitenciária de Coimbra, devido à intransigente oposição que, desde a implantação da República Portuguesa, fez ao novo regime. Foi transferido para a Cadeia da Relação, no Porto, de onde foi, mais tarde, remetido para a Cadeia do Limoeiro em Lisboa, onde dividiu a cela com ladrões e assassinos. Uma nova transferência levou-o, com outros presos políticos, para as celas do Forte da Trafaria, de onde logrou evadir-se em março de 1912.
Cruzou a fronteira para a Espanha, passando para a França e depois para a Itália, de onde embarcou para a Argentina, onde se estabeleceu em julho de 1913. A estadia neste país foi provisória, dali tendo seguido para o Brasil, onde viveu de 1914 a 1917, ano em que regressou a Portugal, fixando-se em Lisboa, na freguesia de Santa Maria de Belém.
Especializado em obstetrícia e ginecologia retomou a clínica, conseguindo refazer a vida a partir do nada, uma vez que regressara à pátria sem recursos. Foi um dos grandes impulsionadores do I Congresso Espírita Nacional, que se realizou em 1925, assim como das atividades que, após esse Congresso culminaram na fundação da Federação Espírita Portuguesa (1926), onde exerceu a função de 1º Vice-presidente, da primeira Direcção eleita (31 de julho), para um quadriênio.
Conferencista e orador de destaque, foi autor de diversos artigos nos periódicos espíritas da época, a saber: a "Revista de Espiritismo" da FEP, "O Espírita" do Grupo Espírita Luz e Caridade do Barreiro, a Além, da Sociedade Portuense de Investigações Psíquicas, a "Luz e Caridade" de Braga, e outras.
Em 1950, subscreveu, com outros elementos responsáveis pela fundação da FEP, um abaixo-assinado, pedindo uma assembleia-geral para eleição de novos Corpos Sociais, o que veio a acontecer. Entretanto, ainda insatisfeito com o movimento federativo português, veio a afastar-se. Em 25 de maio de 1953 o periódico lisboeta "O Século", informava:
"Aos Espíritas Portugueses: António Joaquim Freire, médico, declara que retirou a sua colaboração e solidariedade à Federação Espírita Portuguesa de que é sócio fundador e honorário, como protesto contra a nova orientação que se verifica na sua REVISTA DE METAPSICOLOGIA - Segue Reconhecimento."

## Obra
- "Comentários a uma Pastoral" (1927)
- "À Margem do Espiritismo (da sabedoria antiga à ciência moderna)" (1948)
- "Da Alma Humana (Metapsicologia Experimental)" (1950)
- "Da Fraude no Espiritismo Experimental" (1950)
- "Da Evolução do Espiritismo" (1952)
- "Ciência e Espiritismo (Da Sabedoria Antiga à Época Contemporânea)" (1955), 2ª. edição de "À Margem do Espiritismo"